# Likolammi
Likolammi este o arie protejată (arie specială de conservare — SAC, sit de importanță comunitară — SCI) din Finlanda întinsă pe o suprafață de 1,5 ha, integral pe uscat.

## Localizare
Centrul sitului Likolammi este situat la coordonatele 60°51′13″N 24°24′39″E / 60.8536°N 24.4108°E.

## Înființare
Situl Likolammi a fost declarat sit de importanță comunitară în iunie 2005 pentru a proteja 1 specie de plante. Situl a fost protejat și ca arie specială de conservare în aprilie 2015.

## Biodiversitate
Situată în ecoregiunea boreală, aria protejată conține 3 habitate naturale: Mlaștini turboase de tranziție și turbării mișcătoare, Izvoare fino-scandinave și mlaștini produse de izvoare bogate în minerale, Mlaștini împădurite.
La baza desemnării sitului se află o specie protejată de  plante: Hamatocaulis lapponicus.